# Predappio-Roma 1930
La Predappio-Roma 1930, conosciuta anche come Coppa del Duce 1930, terza edizione della corsa, si svolse il 14 settembre 1930 su un percorso totale di 477 km. La vittoria fu appannaggio dell'italiano Learco Guerra, che completò il percorso in 18h56'30", precedendo i connazionali Alfredo Binda e Fabio Battesini.

## Ordine d'arrivo (Top 10)
| Pos. | Corridore                  | Squadra                    | Tempo                      |
| ---- | -------------------------- | -------------------------- | -------------------------- |
| 1    | Learco Guerra              | Maino                      | 18h56'30"                  |
| 2    | Alfredo Binda              | Legnano                    | s.t.                       |
| 3    | Fabio Battesini            | Maino                      | s.t.                       |
| 4    | Luigi Giacobbe             | Maino                      | a 5'05"                    |
| 5    | Allegro Grandi             | Bianchi                    | a 5'35"                    |
| 6    | Leonida Frascarelli        | Legnano                    | a 5'40"                    |
| 7    | 6 ciclisti a 7'00" ex æquo | 6 ciclisti a 7'00" ex æquo | 6 ciclisti a 7'00" ex æquo |